# Dánsko na Letních olympijských hrách 2012
Dánsko se účastnilo Letní olympiády 2012. Zastupovalo ho 113 sportovců (63 mužů a 50 žen) v 17 sportech.

## Medailisté
| Medaile | Jméno                                                       | Sport             | Soutěž                                   |
| ------- | ----------------------------------------------------------- | ----------------- | ---------------------------------------- |
| Zlato   | Rasmus Quist Mads Rasmussen                                 | Veslování         | muži dvojskif lehkých vah                |
| Zlato   | Lasse Norman Hansen                                         | Cyklistika        | muži omnium                              |
| Stříbro | Anders Golding                                              | Sportovní střelba | muži skeet                               |
| Stříbro | Fie Udby Erichsenová                                        | Veslování         | ženy skif                                |
| Stříbro | Jonas Høgh-Christensen                                      | Jachting          | muži Finn                                |
| Stříbro | Mathias Boe Carsten Mogensen                                | Badminton         | muži dvojice                             |
| Bronz   | Kasper Winther Morten Jørgensen Jacob Barsøe Eskild Ebbesen | Veslování         | muži čtyřka bez kormidelníka lehkých vah |
| Bronz   | Joachim Fischer Christinna Pedersen                         | Badminton         | Mix                                      |
| Bronz   | Peter Lang Allan Nørregaard                                 | Jachting          | 49er class                               |